# Aethicus

Letzte Seite einer Handschrift der Cosmographia des „Aethicus“ mit Geheimalphabet

Aethicus (aufgrund der Fehldeutung des Humanisten Martin Opitz auch häufig Aethicus Ister) ist der fiktive Verfasser einer Reisebeschreibung, die in der Antike entstanden sein soll. Überliefert ist nur ein frühmittelalterlicher Text, dessen unbekannter Autor, welcher sich als Hieronymus ausgibt, behauptet, es handle sich um eine ins Lateinische übersetzte und überarbeitete Version des ursprünglich in altgriechischer Sprache abgefassten Werks des Aethicus, das den Titel „Weltbeschreibung“ (Cosmographia bzw. in der Schreibweise des Autors Chosmografia) trage. Nach der heute vorherrschenden Auffassung ist die lateinische Kosmographie im 8. Jahrhundert entstanden. Die Umstände der Entstehung sowie Identität, Volkszugehörigkeit und Ziele des unbekannten Verfassers sind umstritten. Als sicher gilt nur, dass der Name Aethicus frei erfunden ist und dass die angebliche antike griechische Reisebeschreibung nie existiert hat.

## Die Kosmographie
Dem Titel und den einleitenden Worten zufolge hat ein Priester namens Hieronymus – gemeint ist der Kirchenvater dieses Namens, der im 4. und frühen 5. Jahrhundert lebte – das Werk auf der Grundlage des Berichts eines Reisenden namens Aethicus verfasst. Aethicus, der als Skythe bezeichnet wird und der Fiktion zufolge in vorchristlicher Zeit lebte, soll alle Länder und Inseln der Erde zwischen Indien und der Iberischen Halbinsel, von Afrika bis in den hohen Norden bereist haben. Er wird als kühner Seefahrer und als der bedeutendste Gelehrte seiner Zeit geschildert und soll überdies Ingenieur und Philosoph gewesen sein. Der angebliche Bearbeiter „Hieronymus“ will aber auch den Eindruck vermitteln, gegenüber den Schilderungen des „Aethicus“, die er wiederzugeben und zu kommentieren behauptet, kritisch eingestellt zu sein; er warnt vor Leichtgläubigkeit. Dies hindert ihn jedoch nicht daran, eine Fülle von sagenhaftem Material auszubreiten.

### Inhalt, Quellen und Sprache
Die Kosmographie beginnt mit einer Darstellung der biblischen Schöpfungsgeschichte und geht dann zur Beschreibung der Erde, des Meeres, der Gestirne und astronomischer Erscheinungen über, wobei der Autor auch eine Theorie des Vulkanismus vorlegt. Die Erde betrachtet er als flache Scheibe, das Festland wird rundum vom Ozean umflossen. Die Hölle und der biblische Himmel, der fest mit der Erde verbunden ist, erscheinen als Bestandteile der materiellen Welt. Die Hölle, die sich unter der Erdoberfläche befindet, besteht aus vier Teilen, die den vier Himmelsrichtungen entsprechen; den südlichen Teil bildet das Fegefeuer. Dann berichtet der Autor über die teils abenteuerlichen Reisen des Aethicus. Dabei beginnt er mit den Inseln im äußersten Norden und geht dann zum Süden über; danach wendet er sich der Westküste Europas mit ihren Inseln zu. Ausführlich beschreibt er die Völker Innerasiens und des Kaukasus, darunter die mythischen Amazonen, sowie Griechenland und den Balkan. Sein besonderes Interesse gilt den Inseln. Den sagenhaften Gründer Roms, König Romulus, lässt er gegen Francus und Vassus, angebliche Stammväter der Franken, erfolgreich Krieg führen. Dann befasst er sich nochmals mit Asien, wobei er Indien als Ausgangspunkt wählt und sich von dort nach Westen wendet. Über Persien, Mesopotamien und Syrien führt er den Leser nach Nordafrika, wo er bis nach Mauretanien voranschreitet. Über Italien und Gallien scheint er wenig zu wissen. Als Fremdkörper in den Text eingefügt ist ein ausführlicher Katalog von großenteils phantasievoll erfundenen Schiffstypen. Den Abschluss bilden ein Kapitel über die Entstehung von Wind und Wasser sowie ein angeblich von Aethicus erfundenes Geheimalphabet.
Von den geographischen Bezeichnungen sowie Personen- und Völkernamen, die der Autor angibt, sind manche gänzlich unbekannt, bei anderen handelt es sich um nur hier bezeugte Abwandlungen und Erweiterungen bekannter Wörter. Solche rätselhaften Ausdrücke streut er nicht nur bei der Darstellung exotischer Länder ein, sondern auch bei der Behandlung damals gut bekannter Regionen wie Griechenland und Kleinasien, wo er Inseln und Landschaften erfindet. Diese Bezeichnungen stammen zwar möglicherweise aus seiner uns unbekannten Muttersprache oder sind durch mündliche Überlieferung entstellt, doch ist kaum zu bezweifeln, dass er manchen Namen zum Zweck der Irreführung gutgläubiger Leser erfunden hat.
Auch sein Umgang mit seinen bisher ermittelten Quellen lässt die Absicht erkennen, die Leser zu täuschen. Indem er die Angaben seiner Quellen ohne erkennbaren Anlass gezielt und willkürlich abwandelt und verfremdet, versucht er seine Abhängigkeit von ihnen zu vertuschen und eine mysteriöse Gelehrsamkeit vorzutäuschen. Außerdem beruft er sich gelegentlich für seine Erfindungen auf berühmte Autoren, bei denen nichts davon zu finden ist, und auf angebliche Quellen, die wohl seiner Phantasie entstammen. In erster Linie schöpft er aus den Etymologien Isidors von Sevilla. Zu den weiteren von ihm herangezogenen Schriften gehören De mirabilibus Sacrae Scripturae des Iren Augustinus Hibernicus, die Weltgeschichte des Orosius und die lateinische Übersetzung der Revelationes des Pseudo-Methodius. Möglicherweise kannte er auch die frühkarolingische Hofgeschichtsschreibung (Liber historiae Francorum, Fredegar-Chronik, Historia Daretis Frigii) und den Liber monstrorum. In zahlreichen Fällen ist seine Beziehung zu mutmaßlich von ihm herangezogenen Quellen unklar.
Seit 2006 wird wiederum die schon im 19. Jahrhundert erwogene spekulative Hypothese diskutiert, dass der Verfasser der Kosmographie das verlorene Gedicht Orpheus des antiken Dichters Lukan oder zumindest eine Zitate aus dem Orpheus enthaltende Schrift gekannt haben könnte, denn er beruft sich auf einen Lucanus, der bestimmte Namen von Tierarten erwähnt habe.
Das Werk bewegt sich auf unterschiedlichen Stilebenen. Die angeblich wörtlich übersetzten Passagen von Aethicus sind in einem besonders dunklen, teils kaum verständlichen Latein gehalten. Der Autor weist die Schuld an der Verworrenheit und Unverständlichkeit seiner fiktiven Vorlage zu. Den größeren Teil des Werks bilden die angeblichen Paraphrasen und Kommentare von Hieronymus. Sie sind zwar an den Stil des Kirchenvaters – insbesondere an den seiner Briefe – angelehnt, doch von seinem gepflegten Latein weit entfernt. Auch sie sind keine leichte Lektüre.
Insgesamt gehört die Kosmographie wegen des höchst eigenwilligen Umgangs des phantasievollen Autors mit der Sprache zu den schwierigsten lateinischen Texten, die es gibt. Zu den oft verwirrenden Besonderheiten in Morphologie und Syntax kommen individuelle Eigentümlichkeiten und Nachlässigkeiten hinzu, sowie ein genereller Hang zum vorsätzlichen Verdunkeln und Erschweren des Verständnisses. Eine Fülle von neu gebildeten Wörtern, die teils aus griechischen und vereinzelt aus semitischen Wurzeln hergeleitet, teils reine Phantasieprodukte sind, erzeugt den Anschein geheimnisvoller Kenntnisse und einer exklusiven Bildung. Stellenweise zeigt der Autor skurrilen Humor, etwa bei Spielereien mit Namen oder im maßlosen, offensichtlich karikierenden Gebrauch der Alliteration.

### Verfasser, Datierung, Textüberlieferung
Im Jahr 1854 wurde nachgewiesen, dass der Kirchenvater nichts mit dem Text zu tun haben kann. Eine Folge dieser Einsicht war die Erkenntnis, dass auch die griechische Vorlage eine Erfindung ist. Somit stellte sich heraus, dass das Werk eine doppelte Fiktion darstellt: die Textpassagen des „Aethicus“ stammen von demselben frühmittelalterlichen Verfasser wie diejenigen des „Hieronymus“.
Wer der Verfasser – offenbar ein Geistlicher – war und was er bezweckte, ist trotz zahlreicher Untersuchungen bis heute unklar. Einigkeit besteht in der Forschung darüber, dass er nicht wirklich gereist ist, sondern seine gesamten Angaben teils der ihm zugänglichen Literatur entnahm, teils erfand bzw. durch Verfälschung der Informationen seiner Quellen produzierte. Auffällig ist seine Begeisterung für das Griechentum und sein Interesse an den Legenden um Alexander den Großen. Abneigung hegte er gegen Römer, Franken, Sachsen und Iren.
Unterschiedliche Erklärungen sind vorgeschlagen worden:
- Nach einer heute als widerlegt geltenden Hypothese von Heinz Löwe stammt die Kosmographie von dem irischen Bischof Virgilius von Salzburg († 784) und wurde nach 768 verfasst. Virgilius wollte damit verdeckt gegen einen bereits verstorbenen Widersacher, den berühmten Missionar Bonifatius, polemisieren.[8]
- Kurt Hillkowitz hat ebenfalls eine Entstehung nach 768 angenommen. Nach seiner Ansicht stammte der unbekannte Verfasser aus Istrien und lebte in Bayern.
- Franz Brunhölzl datiert die Kosmographie in die zweite Hälfte des 7. Jahrhunderts. Er bezieht die Angabe am Schluss des Werks, der angebliche Aethicus sei ein vornehmer Skythe gewesen, auf den tatsächlichen Autor und vermutet, dass es sich bei dessen ursprünglicher Heimat um die Dobrudscha (ein Gebiet im heutigen Rumänien) handelt und dass er in Istrien lebte.[9]
- Otto Prinz hält Istrien für die Heimat des Autors und glaubt, dass er als Einwanderer ins Frankenreich kam. Dort habe er um die Mitte des 8. Jahrhunderts seine Weltbeschreibung verfasst. Prinz nennt Indizien dafür, dass dies am karolingischen Königshof geschehen sein mag.[10]
- Michael Herren vermutet, dass der Autor in jungen Jahren ins Frankenreich kam, später in Irland und in England lebte und seinen Lebensabend in der Abtei Bobbio in Norditalien verbrachte. Er habe über einen langen Zeitraum an der Kosmographie gearbeitet und sie schließlich bald nach 727 in Bobbio vollendet.[11] Nach Herrens Auffassung ist in manchen Passagen eine satirische Absicht erkennbar, Leichtgläubigkeit und angeberische Gelehrsamkeit werden aufs Korn genommen. Andere Teile des Textes seien aber durchaus ernst gemeint. Für einen humoristischen Hintergrund spricht beispielsweise die Behauptung am Ende der Kosmographie, der Begriff Ethik sei vom Namen des Aethicus abgeleitet.

Erhalten sind mehr als dreißig teils unvollständige Handschriften. Diese Textzeugen sowie Erwähnungen in mittelalterlichen Bibliothekskatalogen weisen auf die Beliebtheit der Kosmographie hin, die allerdings im Spätmittelalter stark abnahm.

## Textausgaben
- Otto Prinz (Hrsg.): Die Kosmographie des Aethicus. Monumenta Germaniae Historica, München 1993 (Monumenta Germaniae Historica, Quellen zur Geistesgeschichte des Mittelalters Band 14), ISBN 3-88612-074-0 (Digitalisat).
- Michael Herren (Hrsg.): The Cosmography of Aethicus Ister. Brepols, Turnhout 2011 (Publications of the Journal of Medieval Latin Nr. 8), ISBN 978-2-503-53577-7 (Ausgabe mit Übersetzung und Kommentar).